# Prosorrhyncha
Prosorrhyncha Sorensen et al. 1995 é uma subordem da ordem Hemiptera que agrupa o taxon tradicionalmente aceite dos Heteroptera com o táxon irmão constituído pela família Peloridiidae, a qual é frequentemente classificada como uma subordem separada. Este agrupamento não é consensual.

## Descrição
A subordem Prosorrhyncha é uma das formas de classificar um conjunto de espécies da ordem Hemiptera, claramente aparentadas entre si e inequivocamente monofiléticas, mas que ainda assim apresentam apreciável diferenciação, indicando uma divergência evolutiva muito antiga. Enquanto alguns especialistas seguem esta classificação, outros preferem manter os Heteroptera como subordem autónoma, mantendo a família Peloridiidae, um pequeno grupo relíquia, como uma superfamília e infraordem monotípicas, neste caso os Coleorrhyncha.
Os nomes "Heteropteroidea" (Schlee 1969) e is "Heteropterodea" (Zrzavy 1992) são mais antigos que o nome Prosorrhyncha, mas esete último tem preferência sobre outros nomes porque os sufixos dos nomes mais antigos estão convencionalmente reservados para categorias taxonómicas que não a subordem e a Código Internacional de Nomenclatura Zoológica não obriga à retenção do nome mais antigo nestes casos.